# Себастиан Бурдон
Себастиан Бурдон (на френски: Sébastien Bourdon) е френски живописец.

## Биография
Роден е на 2 февруари 1616 година в Монпелие, в семейството на художника и протестант Марин Бурдон. На около шестгодишна възраст е изпратен в Париж, където чиракува при художник с името Бартелеми. На 14-годишна възраст напуска учителя си и пътува до Бордо, където работи за кратко. Посещава също Тулуза. Поради липса на средства постъпва във френската армия, където талантът му е забелязан от офицер.
Бурдон е освободен от армията и през 1634 г. заминава за Рим. В Италия става близък с художниците на жанрови картини от групата Бамбочианти, най-вече с Питър ван Лар и Ян Мил. Успешно имитира стиловете на различни художници, сред които са Джовани Бенедето Кастильоне, Клод Лорен и Андреа Саки.
През 1637 г. се завръща Париж, минавайки през Венеция. Във Франция рисува малки картини, на които изобразява обикновени хора от обществото – цигани, пушачи, картоиграчи и т.н. Скоро започва започва да рисува библейски сцени. През 1643 г. му е възложено да изрисува „Разпъването на Свети Петър“ в католическата катедрала Парижката Света Богородица. Изрисува също „Мъченичеството на Св. Андрей“ за църквата „Св. Андрей“ в Шартър. През 1648 г. е един от дванайсетте основатели на френската Кралска академия за живопис и скулптура.
През 1652 г. заминава за Стокхолм, след като получава покана от шведската кралица Кристина. Като неин кралски художник рисува най-малко три нейни портрета, прави портрети на членове на кралския двор и получава поръчката да проектира украсата на мавзолея на крал Густав II Адолф, което не се осъществява.
Бурдон се завръща в Париж през 1654 г. На следващата година е избран за ректор на Кралската академия за живопис и скулптура. През 1657 г. изрисува „Падението на Симон Магьосника“ за катедралата в Монпелие.
Бурдон умира на 8 май 1671 г. в Париж. По това време се подготвя за единствената поръчка в живота си от френския кралски двор – изрисуването на тавана в спалнята на краля в двореца Тюйлери.

## Галерия
- „Разпъването на св. Петър“, 1643 г.
- „Мъченичеството на св. Андрей“, 1645 г.
- „Смъртта на Дидона“